# إدموند ميشيلز
إدموند ميشيلز (مواليد 12 أكتوبر 1913) هو سبّاح بلجيكي، مثّل بلاده في الألعاب الأولمبية الصيفية 1936.

## روابط خارجية
إدموند ميشيلز على موقع اللجنة الأولمبية الدولية (الإنجليزية)
- إدموند ميشيلز على موقع أوليمبيديا (الإنجليزية)